# ヴィッラノーヴァ・スッラルダ
ヴィッラノーヴァ・スッラルダ（伊: Villanova sull'Arda）は、イタリア共和国エミリア＝ロマーニャ州ピアチェンツァ県にある、人口約1,700人の基礎自治体（コムーネ）。

## 地理

### 位置・広がり

#### 隣接コムーネ
隣接するコムーネは以下の通り。括弧内のPRはパルマ県、CRはクレモナ県所属を示す。
- ベゼンツォーネ
- ブッセート (PR)
- カステルヴェトロ・ピアチェンティーノ
- コルテマッジョーレ
- モンティチェッリ・ドンジーナ
- ポレージネ・ジベッロ (PR)
- サン・ピエトロ・イン・チェッロ
- スターニョ・ロンバルド (CR)

### 気候分類・地震分類
ヴィッラノーヴァ・スッラルダにおけるイタリアの気候分類 (it) および度日は、zona E, 2385 GGである。
また、イタリアの地震リスク階級 (it) では、zona 3 (sismicità bassa) に分類される。

## 行政

### 分離集落
ヴィッラノーヴァ・スッラルダには、以下の分離集落（フラツィオーネ）がある。
- Cignano, Sant'Agata, Soarza

## 人物

### ゆかりの人物
- ジュゼッペ・ヴェルディ - サンターガタに農場を構えた。